# ليزلي بروكس
ليزلي بروكس (بالإنجليزية: Leslie Brooks)‏ هي ممثلة أمريكية، ولدت في 13 يوليو 1922 بلنكن في الولايات المتحدة، وتوفيت في 1 يوليو 2011 بشيرمان أوكس في الولايات المتحدة بسبب مرض.

## أعمال

### أفلام
- (1941) فتاة زيغفيلد
- (1942) حديث المدينة
- (1942) يانكي دودل داندي
- (1944) فتاة الغلاف

## وصلات خارجية
- ليزلي بروكس على موقع IMDb (الإنجليزية)
- ليزلي بروكس على موقع ألو سيني (الفرنسية)
- ليزلي بروكس على موقع أول موفي (الإنجليزية)
- ليزلي بروكس على موقع قاعدة بيانات الأفلام السويدية (السويدية)
- ليزلي بروكس على موقع قاعدة بيانات الفيلم (الإنجليزية)
- ليزلي بروكس على موقع كينوبويسك (الروسية)